# 刁 (姓)
刁（ちょう）は、漢姓のひとつ。「百家姓」の148位。現代ではきわめて珍しい姓である。2020年の中華人民共和国の統計では人数順の上位100姓に入っておらず、台湾の2018年の統計では237番目に多い姓で、1,245人がいる。

## 起源
春秋時代に「雕」という名の国が存在し、その領主の子孫が雕を氏としたが、のちに簡略化されて「刁」となった。

## 主要な人物
- 刁玄 - 孫呉の政治家。
- 刁協 - 東晋の政治家。
- 刁遵 - 北魏の官僚。
- ディアオ・イーナン - 中国の映画監督。